# Паламарка
Паламарка представлява дървена ръкавица за последните три пръста на ръката, която се използва при жънене със сърп. На върха паламарката завършва със закривено навътре рогче (гага), дълго около 10 см. Предназначението на паламарката е да обхваща повече класове и да предпазва ръката от наранявания със сърпа, тъй като при работа с него класовете се режат непосредствено под хваналата ги ръка. С помощта на рогчето се извършва и връзване на снопи.